# Saint-Cernin-de-l'Herm
 Saint-Cernin-de-l'Herm  es una población y comuna francesa, situada en la región de Aquitania, departamento de Dordoña, en el distrito de Sarlat-la-Canéda y cantón de Villefranche-du-Périgord.

## Demografía
| 315 | 305 | 273 | 249 | 222 | 230 |
| Para los censos de 1962 a 1999 la población legal corresponde a la población sin duplicidades (Fuente: INSEE [Consultar]) |     |     |     |     |     |